# Kreis Achim
| Basisdaten                                                 | Basisdaten           |
| ---------------------------------------------------------- | -------------------- |
| Preußische Provinz                                         | Hannover             |
| Regierungsbezirk:                                          | Stade                |
| Kreisstadt                                                 | Achim                |
| Bestandszeitraum                                           | 1885–1932            |
| Fläche                                                     | 290,7 km²            |
| Einwohner                                                  | 32.717 (1925)        |
| Bevölkerungsdichte                                         | 113 Einw./km² (1925) |
| Gemeinden                                                  | 35 (1900) 32 (1932)  |
| Kfz-Kennzeichen                                            | I S                  |
| Lage des Kreises in der ehemaligen Provinz Hannover (1905) |                      |
| Lage des Kreises Achimin der Provinz Hannover              |                      |

Der Kreis Achim war von 1885 bis 1932 ein Landkreis in der preußischen Provinz Hannover.

## Geschichte
Der Kreis Achim wurde am 1. April 1885 im Rahmen der Bildung von Landkreisen in der Provinz Hannover aus dem alten Amt Achim gebildet.
Am 1. Oktober 1932 wurde der Kreis Achim durch eine Verordnung des preußischen Staatsministeriums aufgelöst und mit dem alten Kreis Verden zum Landkreis Verden zusammengeschlossen.
Die beiden Gemeinden Hemelingen und Mahndorf schieden am 1. November 1939 aus dem Landkreis Verden aus und wurden in die Stadt Bremen eingegliedert. Das zum Landkreis Verden gehörende Gebiet des ehemaligen Kreises Achim wird heute als „Altkreis Achim“ bezeichnet.

## Landräte
- 1885 bis 1890 Ludwig Stegemann
- 1890 bis 1893 Philipp Schaeper
- 1893 bis 1907 Hans von Kemnitz
- 1907 bis 1914 Josua Roedenbeck (bis 1908 kommissarisch)
- 1914 bis 1916 Regierungsassessor Clemen (vertretungsweise)
- 1916 bis 1917 Regierungsassessor von Bonin (vertretungsweise)
- 1917 bis 1932 Paul Wiedenfeld

## Einwohnerentwicklung
| Einwohner   | 1890   | 1900   | 1910   | 1925   |
| ----------- | ------ | ------ | ------ | ------ |
| Kreis Achim | 20.981 | 24.051 | 28.555 | 32.717 |

## Gemeinden
Die folgende Liste enthält alle Gemeinden, die dem Kreis Achim angehörten.
|  | Achim Allerdorf Arbergen 1 Baden Bassen Benkel Bierden Bockhorst Bollen | Borstel 2 Cluvenhagen Daverden Eckstever Embsen Etelsen Fischerhude Giersdorf-Schanzendorf Grasdorf | Hagen-Grinden Hemelingen Hintzendorf-Stellenfelde Kampe 3 Mahndorf Meyerdamm Narthauen Ottersberg Otterstedt | Oyten Oyterdamm Quelkhorn Sagehorn Schaphusen Uesen Uphusen Wümmingen |